# Shelley Malil
Shelley Mathew Malil (* 23. Dezember 1964 in Kerala, Indien) ist ein indisch-amerikanischer Schauspieler.

## Karriere
Malil wanderte 1974 mit seinen Eltern in die Vereinigten Staaten ein, er ist asiatisch-indischer Abstammung. Nach der schulischen Ausbildung in Texas zog er 1993 nach New York City und besuchte zwei Jahre die American Academy of Dramatic Arts. Landesweite Bekanntheit erlangte Shelley durch den von 1999 bis 2002 auch im Ausland ausgestrahlten, mehrfach ausgezeichneten (unter anderem mit dem Goldenen Löwen beim Cannes Lions International Advertising Festival) Budweiser-Werbespot Whassup?. In der Folge spielte er Gastrollen in zahlreichen Fernsehserien und verschiedene Filmrollen.

## Verurteilung wegen Mordversuchs
Im August 2008 wurde Malil aufgrund eines Angriffs auf seine Ex-Freundin verhaftet und im September 2010 von einem Gericht des versuchten Mordes schuldig gesprochen. Im Dezember 2010 wurde er von einem Gericht in San Diego zu einer lebenslangen Haftstrafe verurteilt mit der Aussicht bei guter Führung nach 12 Jahren Haft auf Bewährung freizukommen. Seine Ex-Freundin erlitt bei seinem Angriff in San Marcos lebensgefährliche Stichverletzungen und überlebte nur knapp.

## Filmografie (Auswahl)

### Spielfilme
- 1997: Die Kriegsmacher
- 1999: Der Onkel vom Mars (My Favorite Martian)
- 2002: Collateral Damage – Zeit der Vergeltung (Collateral Damage)
- 2002: Sweet 16 – Willkommen im Leben
- 2003: Das Geheimnis von Green Lake (Holes)
- 2005: Jungfrau (40), männlich, sucht… (The 40 Year-Old Virgin)
- 2006: Mr. Fix It
- 2008: Columbus Day – Ein Spiel auf Leben und Tod
- 2009: Crossing Over

### Fernsehserien
- 1994: Die Abenteuer des Brisco County jr. (The Adventures of Brisco County, Jr.)
- 1995: Emergency Room – Die Notaufnahme (ER)
- 1997: Seinfeld
- 1998: Palm Beach-Duo
- 1998: Mike Hammer (4 Folgen)
- 1999: Party of Five
- 1999: Pacific Blue – Die Strandpolizei (Pacific Blue)
- 2001: The West Wing – Im Zentrum der Macht (The West Wing)
- 2003: Sabrina – Total Verhext! (Sabrina, the Teenage Witch)
- 2003: Scrubs – Die Anfänger (Scrubs, Gastauftritt)
- 2003: Without a Trace – Spurlos verschwunden (Without a Trace)
- 2003: New York Cops – NYPD Blue (NYPD Blue)
- 2003: She Spies – Drei Ladies Undercover (She Spies)
- 2004: JAG – Im Auftrag der Ehre (JAG)
- 2004: The District – Einsatz in Washington (The District)